# Mattias Sereinig
Mattias Sereinig (* 17. November 1984 in Klagenfurt) ist ein österreichischer Fußballspieler auf der Position eines Abwehrspielers.

## Karriere
Sereinig begann seine Fußballerkarriere beim SV Moosburg in Kärnten. Danach wechselte er zum SC Ebenthal und danach zum FC Kärnten zuerst in die Bundesliga und, nach deren Abstieg, in der Ersten Liga. Sein Debüt in der höchsten österreichischen Spielklasse gab Sereinig am 29. Oktober 2003 gegen den Grazer AK. Das Spiel ging 1:4 verloren und er wurde in der 72. Minute gegen Jürgen Kampel ausgewechselt.
Zur Saison 2008/09 wechselte er zum SK Sturm Graz in die österreichische Fußball-Bundesliga, nachdem er zuvor mit dem FC Kärnten in die drittklassige Regionalliga Mitte abgestiegen war. Für die Bundesligamannschaft des steirischen Traditionsvereins absolvierte er acht Spiele. Ein Jahr nach seinem Wechsel in die Steiermark unterschrieb er einen Vertrag beim Bundesligaabsteiger SCR Altach.
Nach vier Jahren Zweitklassigkeit wechselte Sereinig in die Bundesliga zurück und unterschrieb einen Vertrag beim SC Wiener Neustadt.
Nach dem Abstieg der Neustädter zum Saisonende 2014/15 kehrte er heim nach Kärnten und wurde Spieler des soeben in die Erste Liga aufgestiegenen SK Austria Klagenfurt. Mit den Klagenfurtern musste er nach nur einer Saison zwangsweise den Gang in die Regionalliga antreten.
Daraufhin wechselte Sereinig zur Saison 2016/17 zum fünftklassigen SK Kühnsdorf. Für Kühnsdorf kam er zu neun Einsätzen in der Unterliga, ehe er in der Winterpause zum Regionalligisten ATSV Wolfsberg wechselte. Mit den Wolfsberger stieg er zu Saisonende aber in die Landesliga ab. Zur Saison 2018/19 schloss er sich dem Ligakonkurrenten ASKÖ Wölfnitz an, mit dem er allerdings am Ende jener Spielzeit in die Unterliga abstieg.